# Episiphon didymum
Episiphon didymum är en blötdjursart som först beskrevs av Watson 1879.  Episiphon didymum ingår i släktet Episiphon och familjen Gadilinidae. Inga underarter finns listade i Catalogue of Life.